# Platon-Archiv
Das Platon-Archiv ist ein von Georg Picht 1947 begründetes, ab 1970 als Arbeitsstelle im Philologischen Seminar der Universität Tübingen geführtes Archiv zur Erstellung eines Wörterbuchs zum Philosophen Platon. Es umfasst in etwa 750 Zettelkästen ca. 600.000 Karteikarten zum gesamten Wortschatz des Corpus Platonicum unter Verwendung der Ausgabe der Oxford Classical Texts von John Burnet. 
Der spätere Heidelberger Religionsphilosoph Georg Picht (1913–1982), nach dem Zweiten Weltkrieg zunächst Schulleiter der reformpädagogisch-altsprachlichen Schule Birklehof in Hinterzarten, richtete dort eine Platon-Forschungsstelle ein, an der zunächst wenige an der Schule angestellte Studenten, darunter Carl Joachim Classen, moderne Platon-Kommentare exzerpierten. Im Kontakt mit Bruno Snell, der 1945 an der Universität Hamburg ein Archiv für griechische Lexikographie im Rahmen der Forschungsstelle des Thesaurus Linguae Graecae begründet hatte, entstand daraus das Projekt eines Spezialwörterbuchs zu Platon. Dieses Projekt wurde von 1951 an von der Deutschen Forschungsgemeinschaft durch zwei Stellen für wissenschaftliche Mitarbeiter unterstützt. Die eine war von dem Gräzisten Wolfgang Kullmann (1951–1958) besetzt, die andere sukzessive von Ruth Camerer (1951–1953), einer Schülerin Wolfgang Schadewaldts, von dem Gräzisten Hellmut Flashar (1954–1956) und dem Philosophen Klaus Oehler (1956–1958). Die Verzettelung war, unter Einsatz studentischer Hilfskräfte, 1958 abgeschlossen.
Ergänzend wurde später in Tübingen unter der Ägide des Platon-Forschers Konrad Gaiser, nach dessen Tod von seinem Nachfolger Thomas Szlezák (seit 1992 unter Mitarbeit von Karl-Heinz Stanzel) eine Spezialbibliothek zur Philosophie Platons aufgebaut sowie eine umfassende Spezialbibliographie zu Platon und seiner Philosophie erstellt. Das Projekt eines Wörterbuchs zu Platon wurde jedoch bereits in den 1970er Jahren fallen gelassen und ist nicht zuletzt angesichts vorliegender Konkordanzen unwahrscheinlich geworden. Die Spezialbibliothek ist inzwischen in die Bibliothek des Philologischen Seminars eingeordnet. Das Archiv befindet sich seit 2016 (zusammen mit dem Nachlass Konrad Gaisers) im Universitätsarchiv Tübingen. Zuständig sind die Tübinger Gräzisten Irmgard Männlein-Robert und Karl-Heinz Stanzel.